# 上野映画劇場
上野映画劇場（うえのえいがげきじょう）は、かつて存在した日本の映画館である。第二次世界大戦後の1951年（昭和26年）4月、角正太郎が三重県上野市（現在の同県伊賀市上野地区）に新設・開館した。同市内最後の映画館として残ったが、1990年（平成2年）に閉館した。略称上野映劇（うえのえいげき）。

## 沿革
- 1951年4月 - 開館[1]
- 1978年前後 - 改築し新天地映劇ビルを竣工、同ビルに入居[9][10]
- 1990年 - 閉館[11]

## データ
- 所在地 : 三重県上野市丸の内23番地[1][2][3][4][5][6][7][8][9] 新天地映劇ビル[10][11][13]
  - 現在の同県伊賀市上野丸之内23番地 新天地映劇ビル[13]

北緯34度46分0秒 東経136度7分49秒 / 北緯34.76667度 東経136.13028度
- 経営 : 
  1. 角正太郎 （1951年[1] - 1964年[2][3]）
  2. 角舎利 （1965年[4]）
  3. 北海道映興 （1966年[5] - 1969年[6]）
  4. 角正太郎 （1970年[7]）
  5. 角商事 （角舎利、1975年[8] - 1990年[11][9][10]）
- 支配人 : 
  1. 釘田哲夫 （1951年[1] - 1969年[2][3][4][5][6]）
  2. 角舎利 （1970年[7] - 1984年[8][9][10]）
  3. 弘原海晃 （1990年[11]）
- 構造 : 木造一階建 （1951年[1] - 1978年前後[2][3][4][5][6][7][8][9][10]） ⇒ 鉄筋コンクリート造 （1978年前後[9][10] - 1990年[11]）
- 観客定員数 : 280名（1955年[1] - 1956年[2]） ⇒ 270名（1961年[3]） ⇒ 300名（1967年 - 1973年） ⇒ 320名（1975年[8] - 1977年[9]） ⇒ 103名（1979年[10]） ⇒ 101名（1984年 - 1990年[11]）

## 歴史

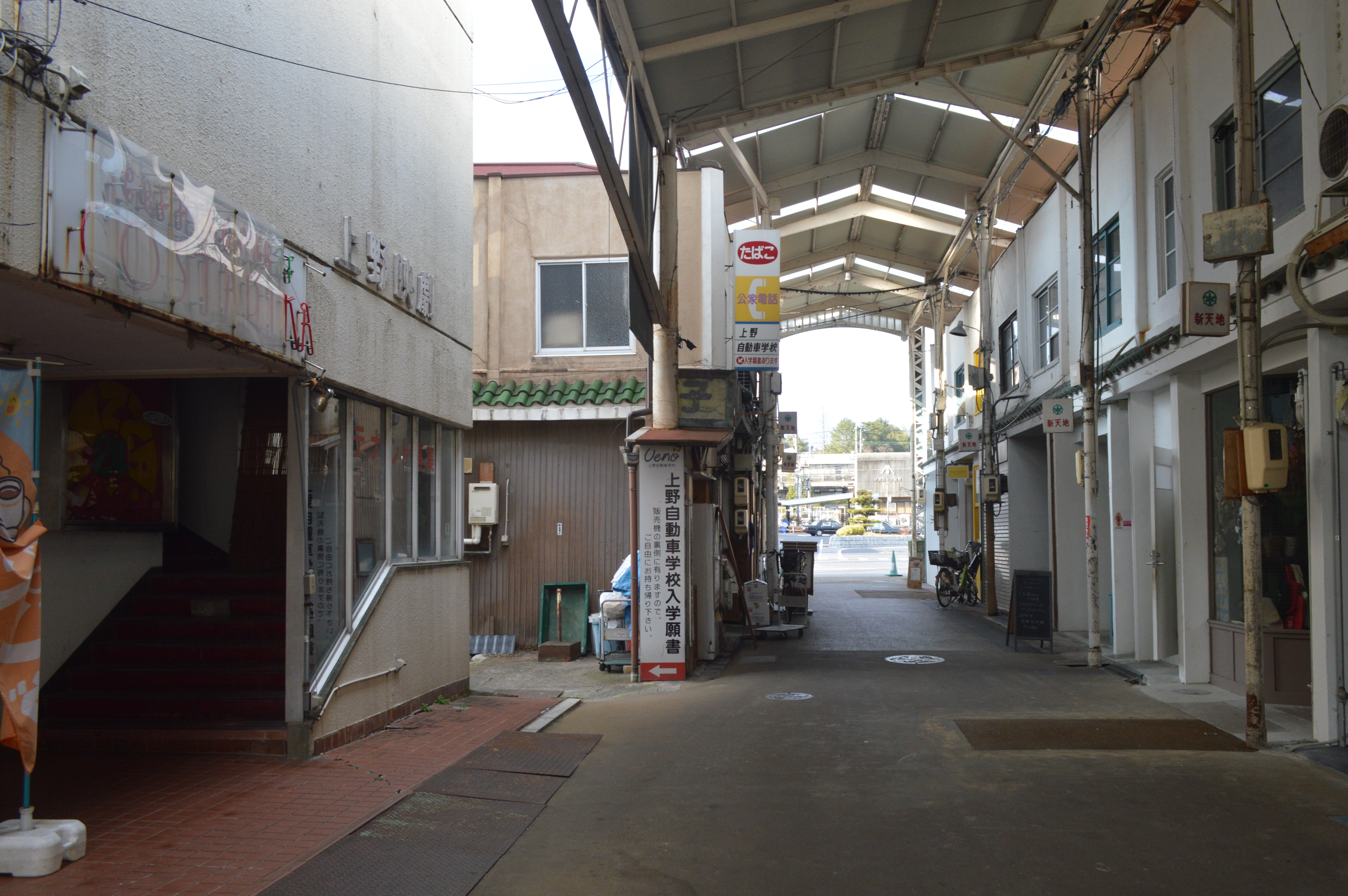
新天地のアーケードと上野映劇ビル（左）

第二次世界大戦後の1951年（昭和26年）4月、角正太郎（1899年 - 1987年）が三重県上野市（現在の同県伊賀市上野地区）に新設・開館した。同地は、近畿日本鉄道伊賀線（現在の伊賀鉄道伊賀線）上野市駅の正面に入口を持ち、大和街道に抜ける商店街「新天地」にあった。駅の北側には上野城とその公園があり、同地はかつては同城の丸の内に位置していた。当時の同館は、経営は角正太郎の個人経営、支配人は釘田哲夫、観客定員数は280名、興行系統は松竹・新東宝・東宝であった。同館の開館当時、同市内には、1880年（明治13年）前後に開館した旭座（のちの上野大映劇場）、1920年（大正9年）開館の相生館（のちの上野日活劇場）がすでに存在した。
角正太郎は、滋賀県栗太郡草津町（現在の草津市）で、1948年（昭和23年）8月に文榮座（のちの草津グリーン劇場）を入手して経営した人物であり、同館を開館したのは、2館目の事業にあたる。角はこの後、1953年（昭和28年）12月には滋賀県野洲郡守山町（現在の守山市）の大黒座を入手して守山映画劇場として開館、1956年（昭和31年）には大正座を入手して草津映画劇場と改称、同年、草津第二映画劇場（のちの草津シネマハウス）を新設・開館、1958年（昭和33年）11月2日には、伊藤武郎の独立映画に協力して、東京に映画の製作会社として大東興業を設立、同社において『キクとイサム』（1959年）、『武器なき斗い』（1960年）の2作をしている。のちに上野映画劇場を経営することになる角正太郎の長男・角舎利は、1954年（昭和29年）に同志社大学を卒業後、大東興業の取締役を務めており、1960年（昭和35年）には専務取締役営業部長に就任して同社の経営を行うとともに、角正太郎は上野映画劇場の経営に専念している。このころには、同館の興行系統から新東宝が抜けて松竹・東宝になっている。
1965年（昭和40年）には同館の経営者が角舎利に変わり、1966年（昭和41年）から1969年（昭和44年）までの間は「北海道映興」に変わっているが、支配人はひきつづき釘田哲夫が務めた。1970年（昭和45年）には、経営が角正太郎、支配人が角舎利になっており、角舎利は同年、上野青年会議所（現在の伊賀青年会議所）第12代理事長を務めた。このころの興行系統は松竹・大映・東宝・日活であり、1970年代に入ると東宝・日活・洋画系に変わるが、日活は、1971年（昭和46年）11月20日に封切られた『団地妻 昼下りの情事』（監督西村昭五郎）および『色暦大奥秘話』（監督林功）を期に、成人映画に舵を切っている。1970年代の同館は、経営者は角舎利が代表を務める角商事、支配人は角舎利が兼任している。
1978年（昭和53年）前後、開館当初からの木造の建物を取り壊して改築して新天地映劇ビルを竣工、同ビル3階に入居した。このとき観客定員数を300名の規模から103名に縮小している。
1980年代も同市内最後の映画館として残ったが、初代経営者の角正太郎が1987年（昭和62年）に亡くなり、その後1990年（平成2年）に閉館した。同年の『映画年鑑 1990 別冊 映画館名簿』の同館の欄には、支配人として弘原海晃（わたづみ あきら、2005年12月没）の名が記載されているが、弘原海は、1988年（昭和63年）に閉館した京都市左京区の京一会館の前支配人である。2004年（平成16年）11月1日、上野市は近隣の町村と合併して伊賀市になった。Google ストリートビューによれば、2012年（平成24年）12月現在も、同館が3階にあった新天地映劇ビルは現存している。